# Washington Irving
Washington Irving (New York, 3 aprile 1783 – New York, 28 novembre 1859) è stato uno scrittore statunitense.

## Biografia
Nacque e visse la sua infanzia a New York; suo padre proveniva da una famiglia scozzese, mentre sua madre era inglese. Il suo nome gli fu dato in onore di George Washington. Da giovanissimo compose un libro a quattro mani con suo fratello William, fatto di bozzetti satirici della società newyorkese pubblicati su una piccola rivista a cui diede il nome di Salmagundi. Si ammalò nel 1804 di tubercolosi e per questo venne mandato in Inghilterra, ancora giovanissimo, dove rimase per due anni.
Ritornò in Inghilterra, a Liverpool, nel 1815 e vi rimase per diciassette anni lavorando nel commercio. I suoi racconti fantastici più celebri sono sicuramente La leggenda della valle addormentata (The Legend of Sleepy Hollow) e Rip van Winkle, ma scrisse anche numerosi lavori di carattere storico, benché romanzati, come quello su George Washington e sulla Spagna del XV secolo, come quelli su Cristoforo Colombo, i Mori di al-Andalus e l'Alhambra degli Ziridi e dei Nasridi: questi ultimi, forse frutto del suo soggiorno in Spagna nelle vesti di ambasciatore degli Stati Uniti dal 1842 al 1846. Morì nel 1859 ed è stato sepolto presso il cimitero di Sleepy Hollow, nello stato di New York.

## Critica

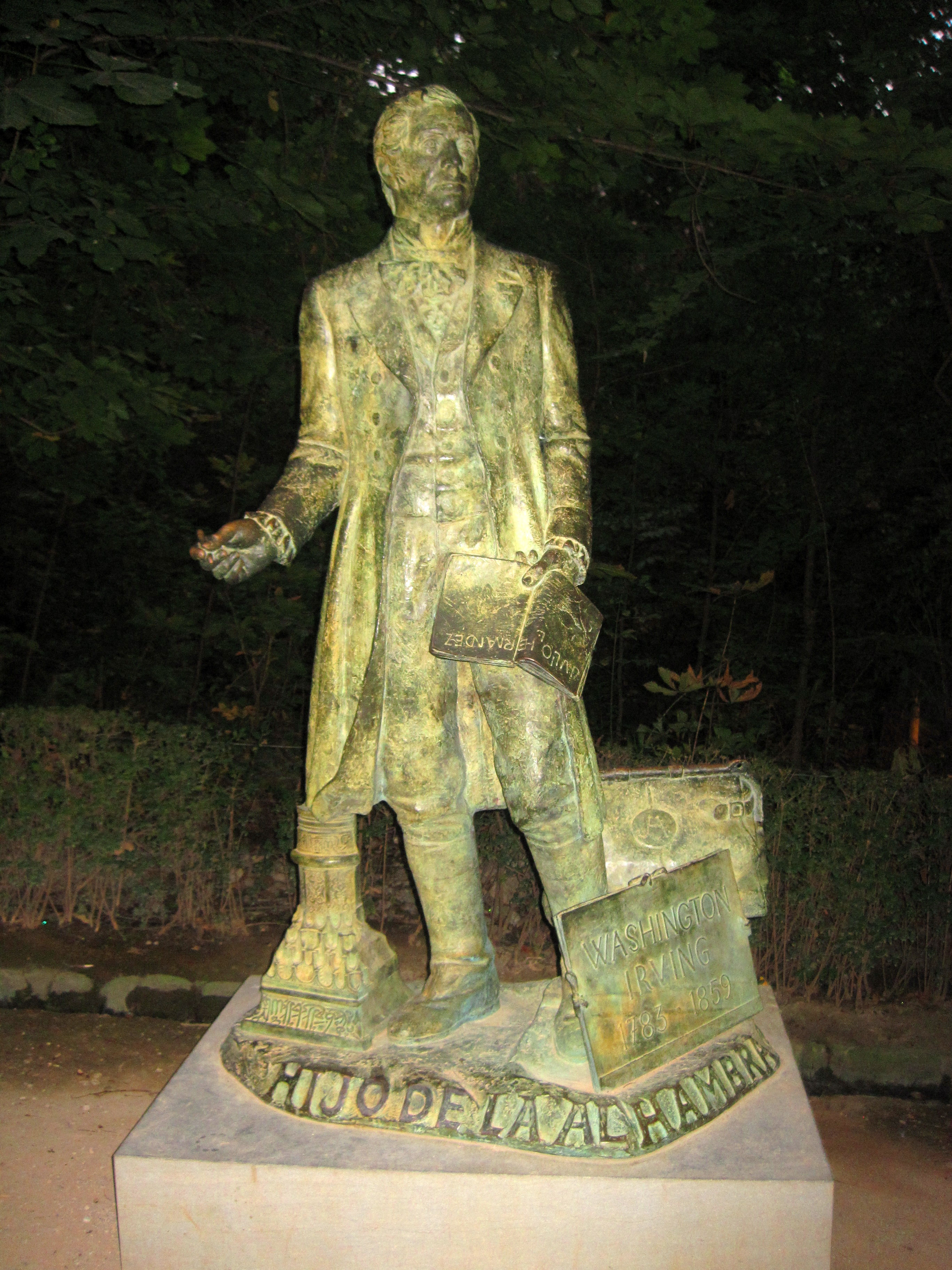
Statua di Washington Irving a Granada, sul viale che conduce all'Alhambra.

Sebbene sia stato spesso giudicato dai critici come un autore poco profondo e poco originale, Irving possedeva tuttavia una fervida fantasia e una notevole eleganza di scrittura. Fu in ogni caso il primo vero e proprio scrittore statunitense. Con i suoi capolavori Rip Van Winkle e The Legend of Sleepy Hollow, Washington Irving è considerato l'inventore delle "short story", il più importante genere letterario nato negli Stati Uniti. In particolare, fu l'iniziatore del racconto fantastico del genere della storia di fantasmi (ghost story), che negli Stati Uniti avrebbe poi aperto la strada a grandi autori come Edgar Allan Poe e Henry James.

## Opere
| Opera                                                               | Anno di pubblicazione | Accreditato a                                            | Genere letterario            |
| ------------------------------------------------------------------- | --------------------- | -------------------------------------------------------- | ---------------------------- |
| Letters of Jonathan Oldstyle                                        | 1802                  | Jonathan Oldstyle                                        | Raccolta epistolare          |
| Salmagundi                                                          | 1807-1808             | Launcelot Langstaff, Will Wizard                         | Periodico                    |
| A History of New York                                               | 1809                  | Diedrich Knickerbocker                                   | Storiografia satirica        |
| The Sketch Book of Geoffrey Crayon, Gent.                           | 1819-1820             | Geoffrey Crayon                                          | Raccolta di racconti e saggi |
| Bracebridge Hall                                                    | 1822                  | Geoffrey Crayon                                          | Romanzo a episodi            |
| Tales of a Traveller                                                | 1824                  | Geoffrey Crayon                                          | Raccolta di racconti e saggi |
| A History of the Life and Voyages of Christopher Columbus           | 1828                  | Washington Irving                                        | Biografia romantica          |
| Chronicle of the Conquest of Granada                                | 1829                  | Antonio Agapida                                          | Storiografia romantica       |
| Voyages and Discoveries of the Companions of Columbus               | 1831                  | Washington Irving                                        | Biografia                    |
| Tales of the Alhambra                                               | 1832                  | "The Author of the Sketch Book"                          | Raccolta di racconti         |
| The Crayon Miscellany                                               | 1835                  | Geoffrey Crayon                                          | Raccolta di racconti         |
| Astoria                                                             | 1836                  | Washington Irving                                        | Storiografia                 |
| The Adventures of Captain Bonneville                                | 1837                  | Washington Irving                                        | Biografia                    |
| The Life of Oliver Goldsmith                                        | 1840                  | Washington Irving                                        | Biografia                    |
| Biography and Poetical Remains of the Late Margaret Miller Davidson | 1841                  | Washington Irving                                        | Biografia                    |
| Mahomet and His Successors                                          | 1850                  | Washington Irving                                        | Biografia                    |
| Wolfert's Roost                                                     | 1855                  | Geoffrey Crayon Diedrich Knickerbocker Washington Irving | Raccolta di racconti e saggi |
| The Life of George Washington                                       | 1855-1859             | Washington Irving                                        | Biografia                    |

Edizioni italiane
- I racconti dell'Alhambra, traduzione di Biba Czerska, Studio Tesi, Roma, 2016
- Rip van Winkle, traduzione di Simona Casafina, Nova Delphi, Roma, 2013
- Un buon vecchio Natale, a cura di Livio Crescenzi, Mattioli 1885, Firenze, 2013
- C'era una volta New York, traduzione di Nello Giugliano, Donzelli Editore, Roma, 2011
- Il mistero del cavaliere senza testa, traduzione di Igina Tattoni, Donzelli, Roma, 2010
- La leggenda di Sleepy Hollow, a cura di Riccardo Goretti, Barbès, Firenze, 2008
- Racconti fantastici, traduzione di Igina Tattoni, Donzelli, Roma, 2003
- Approdo di Colombo al Mondo nuovo, traduzione di Leonardo Buonomo, Marsilio, Venezia, 1992
- Il libro degli schizzi, traduzione di Nora Gyarto e Beatrice Boffito Serra, Biblioteca universale Rizzoli, Milano, 1990
- Storie di briganti italiani, a cura di Attilio Brilli, Sellerio, Palermo, 1989
- Racconti per una sera d'inverno, a cura di Attilio Brilli, Serra e Riva, Milano, 1982
- Lo spettro che va a nozze, collana I più bei racconti 19, Edizioni Paoline, 1967
- (EN) Tales of a traveller. 1, Paris, published by A. and W. Galignani at the English, French, Italian, German, and Spanish Library, 18 rue Vivienne, 1824.
- (EN) Tales of a traveller. 2, Paris, published by A. and W. Galignani at the English, French, Italian, German, and Spanish Library, 18 rue Vivienne, 1824.

## Filmografia su Irving
Washington Irving appare come personaggio in numerosi film:
- in Little Old New York, film del 1923 diretto da Sidney Olcott, viene interpretato da Mahlon Hamilton
- in I ribelli del porto (Little Old New York), film del 1940 diretto da Henry King, viene interpretato da Theodore von Eltz
- in La conquistatrice dell'Alhambra (Cuentos de la Alhambra), film spagnolo del 1950 diretto da Florián Rey, viene interpretato da Aníbal Vela
- in Favorite Son: Alexander Hamilton film TV del 2003, diretto da Michael Bober, dove si sente solo la voce dello scrittore, impersonato da Michael Lipton
- in Ichabod!, film musicale del 2004, diretto da Rick Ramage, dove viene interpretato da Steve Grojahn
- in Great American Authors: Since 1650, serie Tv del 2007 diretta da Scott Gordon e Ron Meyer, dove viene interpretato da Scott Gordon